# Ulrike Stanggassinger
Ulrike Stanggassinger (Berchtesgaden, 22 febbraio 1968 – Berchtesgaden, 1º luglio 2019) è stata una sciatrice alpina tedesca.
Prima della riunificazione tedesca (1990) gareggiò per la nazionale tedesca occidentale.

## Biografia
Specialista delle prove veloci, la Stanggassinger debuttò in campo internazionale in occasione dei Mondiali juniores di Bad Kleinkirchheim 1986, dove vinse la medaglia di bronzo nella combinata; in Coppa del Mondo ottenne l'unico podio, nonché primo piazzamento, nella discesa libera disputata il 5 dicembre 1987 a Val-d'Isère (3ª). Ai XV Giochi olimpici invernali di Calgary 1988, sua unica presenza olimpica, si classificò 9ª nella combinata e cinque anni dopo ai Mondiali di Morioka 1993, sua unica presenza iridata, si piazzò 6ª nella discesa libera; la sua ultima gara in carriera fu il supergigante di Coppa del Mondo disputato il 9 marzo 1994 a Mammoth Mountain (37ª). È scomparsa dopo una lunga malattia il 1º luglio 2019.
Ha un fratello, Thomas, anch'egli sciatore in quegli anni.

## Palmarès

### Mondiali juniores
- 1 medaglia:
  - 1 bronzo (combinata a Bad Kleinkirchheim 1986)

### Coppa del Mondo
- Miglior piazzamento in classifica generale: 36ª nel 1989
- 1 podio:
  - 1 terzo posto

### Campionati tedeschi
- 3 medaglie[2]:
  - 1 oro (supergigante nel 1992)
  - 2 bronzi (discesa libera nel 1992; supergigante nel 1993)